# Neacomys minutus
Neacomys minutus — вид мишоподібних гризунів родини Хом'якові (Cricetidae). 

## Поширення
Поки відомий з західної Бразилії. Більшість зразків були отримані в тропічних і субтропічних вологих широколистяних лісах, деякі з них були також зібрані від сезонних затоплюваних лісах. 

## Екологія
Вагітні самиці були виявлені в серпні, вересні, жовтні, листопаді, травні, і в червні, і під час вологих і сухих сезонів, припускаючи, що розмноження відбувається протягом усього року. Вважається, що статева зрілість досягається в ранньому віці.

## Загрози та охорона
Немає великих загроз у цей час. Цей гризун відомо з кількох резервацій корінних жителів.